# Vega de Pas
Vega de Pas település Spanyolországban, Kantábria autonóm közösségben. Vega de Pas Espinosa de los Monteros, Merindad de Sotoscueva, San Pedro del Romeral, Luena, Santiurde de Toranzo, Villacarriedo, Selaya és San Roque de Riomiera községekkel határos. Lakosainak száma 768 fő (2024).

## Népesség
A település népessége az elmúlt években az alábbi módon változott:
| Lakosok száma | 1013 | 959  | 916  | 881  | 824  | 801  | 784  | 763  | 730  | 768  |
|               | 2001 | 2004 | 2007 | 2009 | 2012 | 2014 | 2017 | 2019 | 2022 | 2024 |